# Girardinus cubensis
Girardinus cubensis es un pez de la familia de los pecílidos en el
orden de los ciprinodontiformes.

## Morfología
Los machos pueden alcanzar los 2,6 cm de longitud total y las hembras los 4,6 cm.

## Distribución geográfica
Se encuentran en Cuba.